# Gutterballs
Pour plus de détails, voir Fiche technique et Distribution.
Gutterballs est un film gore canadien réalisé par Ryan Nicholson en 2008.

## Synopsis
Bienvenue au bowling de l'horreur où les joueurs perdent la boule en même temps que la vie. Un viol collectif a transformé l'établissement en un terrain de chasse pour un assassin inventif et sadique. Ce tueur dans un jeu de quilles se sert des objets les plus anodins pour faire passer ses victimes de vie à trépas. L'imagination de ce superhéros du gore dans la lignée de Jason ou de Freddy n'a d'égale que sa haine pour ses ennemis...

## Fiche technique
- Réalisation : Ryan Nicholson
- Scénario : Ryan Nicholson
- Pays d'origine :  Canada
- Langue originale : anglais
- Genre : Slasher
- interdit aux moins de 12 ans

## Distribution
- Dan Ellis : Egerton
- Alastair Gamble : Steve
- Mihola Terzic : Sarah
- Nathan Witte : Jamie
- Candice Lewald : Lisa
- Trevor Gemma : Patrick
- Nathan Dashwood : A.J.
- Wade Gibb : Joey
- Jimmy Blais : Sam
- Jeremy Beland : Ben
- Scott Alonzo : Dave
- Danielle Munro : Julia
- Stephanie Schacter : Cindy
- Saraphina Bardeaux : Hannah